# 1st Minnesota Infantry
Le 1st Minnesota Volunteer Infantry Regiment est levé pour une durée de trois ans (1861-1864) dans l'armée de l'Union au début de la guerre de Sécession alors que la période habituelle d'enrôlement est de trois mois. Au cours de mouvements offensifs, il subit un pourcentage élevé de pertes lors des batailles du premier Bull Run (20 %) et d'Antietam (28 %) et un taux catastrophique de 82 % à la bataille de Gettysburg. Il est plus connu pour son service lors de la deuxième journée à Gettysburg.
À un moment charnière dans les combats de 1863 à Gettysburg, le major-général Winfield Scott Hancock, commandant du II corps, ordonne au 1st Minnesota de charger dans une situation où il est en infériorité numérique par au moins 5 contre 1. L'objectif du général est de gagner des minutes de délai au prix de vies humaines, et un survivant dit par la suite qu'il s'attendait par avance à la « mort ou la blessure de [tous les attaquants] ». Le régiment obéit entièrement et immédiatement à l'ordre, subissant au moins 82 % de pertes parmi ceux qui participent à l'attaque ; cette action contribue de manière significative à la préservation d'une position défensive clé de l'Union sur les hauteurs de Cemetery Ridge.
Lorsque l'occasion de s'exprimer sur le régiment, après la guerre, le général Hancock et le président des États-Unis Calvin Coolidge font des louanges sans retenue. Hancock place son héroïsme au niveau le plus élevé dans l'histoire de la guerre et attribue une bravoure inégalée à la célèbre attaque. Mettant l'accent sur la nature critique des circonstances du 2 juillet à Gettysburg, le président Coolidge considère que « le colonel Colvill et ces huit compagnies du 1st Minnesota ont le droit de se classer au rang des sauveurs de leur pays ».

## Histoire

### Organisation et début du service

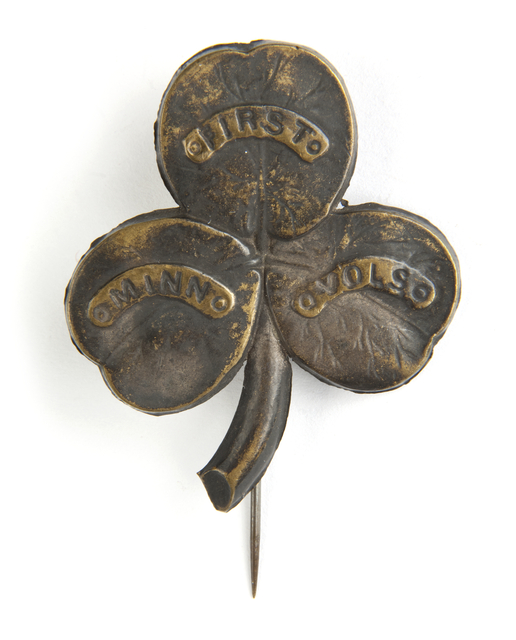
Insigne du corps d'infanterie de l'United States Army porté lors de la guerre de Sécession par le sergent Chesley Billings Tirrell de la compagnie C du 1st Minnesota Volunteer Infantry Regiment. Tirrell participe à l'ensemble des batailles du 1st Minnesota. Insignia fait partie de la collection détenue par la Société Historique du Minnesota.

Le 14 avril 1861, le gouverneur du Minnesota, Alexander Ramsey, en visite à Washington, peu de temps après le bombardement de Fort Sumter, remet le 1st Minnesota Volunteer Infantry au gouvernement fédéral à la suite de l'appel de 75 000 troupes d'Abraham Lincoln. Il est organisé à Fort Snelling, au Minnesota, le 29 avril, et entre en service pour trois ans le 10 mai.
| Compagnie | Surnom précédent                                 | Emplacement principal de recrutement | Premier capitaine      |
| --------- | ------------------------------------------------ | ------------------------------------ | ---------------------- |
| A         | Pioneer Guard                                    | St. Paul                             | Alexander Wilkin       |
| B         | Stillwater Guard                                 | Stillwater                           | Carlyle A. Bromley     |
| C         | St. Paul Volunteers                              | St. Paul                             | William H. Acker       |
| D         | Lincoln Guards                                   | Minneapolis                          | Henry R. Putnam        |
| E         | St. Anthony Zouaves                              | St. Anthony                          | George N. Morgan       |
| F         | Red Wing Volunteers ou Goodhue County Volunteers | Red Wing                             | William J. Colvill, Jr |
| G         | Faribault Guards                                 | Faribault                            | William H. Dike        |
| H         | Dakota County Volunteers                         | Hastings                             | Charles Powell Adams   |
| J'        | Wabasha Volunteers                               | Wabasha                              | John H. Pell           |
| K         | Winona Volunteers                                | Winona                               | Henry C. Lester        |

### Premier Bull Run
Le 21 juillet 1861, près de Manassas, en Virginie, le régiment combat lors de la première grande bataille de la guerre de Sécession : la première bataille de Bull Run. Pendant qu'il est autour de la batterie de Rickett en appui, il connait de violents combats sur Henry House Hill (en), à proximité de l'ennemi. Le 1st Minnesota, est l'un des derniers régiments à quitter le champ de bataille et subit parmi les plus lourdes pertes de tous les régiments nordistes : 49 tués, 107 blessés et 34 disparus.

Pour la première épreuve du feu du 1st Minnesota Infantry, sa honorable conduite est facile à distinguer de celle des autres régiments dans sa brigade : 

« Le 1st Minnesota Regiment est parti de sa position sur la gauche du terrain pour soutenir la batterie de Ricketts, et a engagé bravement l'ennemi à ce point. Il était si près des lignes de l'ennemi que les amis et les ennemis ont été pour un temps confondus. Le régiment se comportait très bien, et finalement s'est retiré du champ en bon ordre. Les deux autres régiments de la brigade se sont retirés dans la confusion, et aucun effort de moi-même ou de son état-major n'ont réussi à les rallier. J'ai l'honneur de vous référer au rapport du colonel Gorman sur le récit de son régiment, du comportement et de la bonne conduite de ses officiers et de ses hommes. »

Le 1st Minnesota Volunteer Infantry Regiment est levé pour une durée de trois ans (1861-1864) dans l'armée de l'Union au début de la guerre de Sécession alors que la période habituelle d'enrôlement est de trois mois. Au cours de mouvements offensifs, il subit un pourcentage élevé de perte lors des batailles du premier Bull Run (20%) et d'Antietam (28 %) et un taux catastrophique de 82 % à la bataille de Gettysburg. Il est plus connu pour son service lors de la deuxième journée à Gettysburg.

### Antietam
Pendant l'assaut infortuné du général John Sedgwick sur West Woods, le régiment subit des pertes importantes (1 officier tué, 3 officiers blessés, 15 soldats tués, 79 soldats blessés, 24 soldats disparus, pour un total de 122 [28 %] sur les 435 engagés) alors que les forces de l'Union sont mises en déroute sur cette partie du champ de bataille. Le commandant de la brigade note, « le 1st Minnesota Regiment a tiré avec beaucoup de flegme et de précision au point qu'ils ont fait tomber [trois fois] le drapeau de l'ennemi, et finalement couper le porte-drapeau en deux. ».

### Chancellorsville
Le régiment prend part à la bataille de Chancellorsville (30 avril-6 mai 1863) au sein de la première brigade de la deuxième division du IIe corps de l'armée du Potomac(p456),.

### Gettysburg

#### 2 juillet

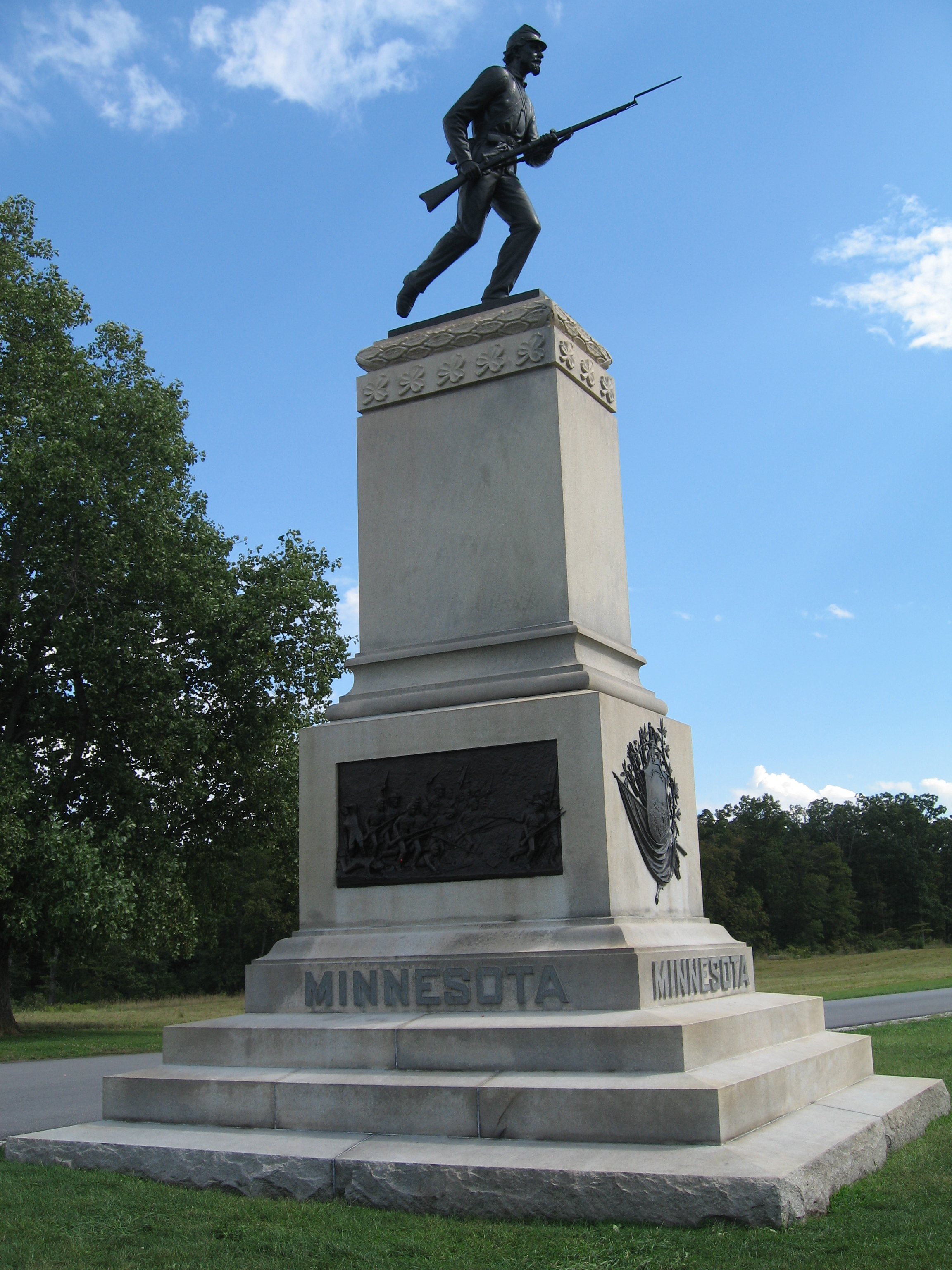
Monument du 1st Minnesota Infantry Regiment sur le champ de bataille de Gettysburg, Gettysburg, en Pennsylvanie, située sur Cemetery Ridge, au large de la South Hancock Avenue.

Les hommes du 1st Minnesota sont les plus appréciés pour leurs actions le 2 juillet 1863, lors de la deuxième journée de combats à Gettysburg (en), où le régiment empêche les confédérés de repousser les fédéraux hors de Cemetery Ridge, une position qui s'avère cruciale dans la bataille.
Le major général Winfield S. Hancock, commandant du II corps, ordonne au régiment d'attaquer d'une force ennemie beaucoup plus grande (une brigade commandée par le brigadier général Cadmus M. Wilcox), disant au colonel William J. Colvill (en) de prendre les couleurs de l'ennemi. La charge fatidique donne le temps nécessaire aux autres forces de remonter. Pendant la charge, les 215 membres sur les 262 hommes qui sont présents à l'époque deviennent des victimes en cinq minutes, y compris le commandant de régiment, le colonel William J. Colvill (en), et tous ses capitaines sauf trois.
Le drapeau de l'unité tombe cinq fois et est relevé de nouveau à chaque fois. Les 47 survivants se rallient au général Hancock sous les ordres de l'officier de plus haut rang survivant, le capitaine Nathan S. Messick. Le taux de 82 % de victimes demeure à ce jour le plus grand nombre de pertes de toute unité militaire survivante dans l'histoire des États-Unis au cours d'un combat d'une journée, qui aurait égalé seulement par les 82 % de pertes subies par le 33rd Alabama Infantry au cours de la bataille de Perryville (bien que ce second chiffre est contesté par certains historiens),. Le drapeau de l'unité est maintenant dans la rotonde du capitole du Minnesota.
Le plus majestueux des deux monuments du 1st Minnesota, dans le parc militaire national de Gettysburg porte l'inscription suivante 

« Dans l'après-midi du 2 juillet 1863, le troisième corps de Sickles, ayant avancé de cette ligne jusqu'à la route d'Emmitsburg, huit compagnies du premier régiment de Minnesota, comptant 262 hommes ont été envoyées à cet endroit pour soutenir une batterie pendant le refoulement de Sickles.
Alors que ses hommes passaient ici dans une retraite confuse, deux brigades confédérées à leur poursuite traversaient le détroit. Pour gagner du temps pour acheminer les réserves et sauver cette position, le général Hancock en personne a ordonné aux huit compagnies de charger l'ennemi qui avançait rapidement.
L'ordre a été immédiatement répété par le colonel William Colvill. Et la charge a immédiatement descendu la pente à pleine vitesse à travers le feu concentré des deux brigades rompant à la baïonnette la ligne de front de l'ennemi comme il traversait le petit ruisseau en contrebas là où le restant des huit compagnies, presque entouré par l'ennemi a tenu toute sa force à distance pendant un temps considérable et jusqu'à ce qu'il se retira à l'approche de la réserve, la charge ayant atteint son objectif. Elle a sauvé cette position et probablement le champ de bataille. La perte dans les huit compagnies lors de la charge a été 215 morts et blessés. Plus de 82% pour cent. 47 hommes étaient toujours en ligne et aucun homme disparu. Cette charge n'a pas d'équivalent dans une guerre. Parmi les blessés graves figuraient le colonel William Colvill, le lieutenant colonel Chas P Adams et le commandant Mark W. Downie. Parmi les tués, le capitaine Joseph Periam, le capitaine Louis Muller et le lieutenant Waldo Farrar. Le lendemain, le régiment a participé à repousser la charge de Pickett perdant 17 autres hommes tués et blessés. »

Dans son rapport officiel, le brigadier-général confédéré Cadmus M. Wilcox perçoit l'inégalité de la lutte différemment (les caractères gras, italiques se référent probablement au 1st Minnesota) :

« Ce bastion de l'ennemi [i.e. Cemetery Ridge], avec ses batteries, a été pratiquement emporté, quand une autre ligne d'infanterie a descendu la pente en face de nous au pas de charge, pour soutenir ses camarades en fuite et pour défendre les batteries.
Percevant cette lutte inégale, j'ai envoyé mon adjudant-général au commandant de division, pour demander que du soutien soit apporter à mes hommes, mais aucun soutien n'est arrivé. Trois autres fois cette dernière ligne ennemie a tenté de repousser mes hommes, et a été repoussée. Cette lutte au pied de la colline où se situaient les batteries de l'ennemi ; bien qu'inégale, s'est poursuivie pendant près de trente minutes. Avec une deuxième ligne de soutien, les hauteurs auraient pu être prises. Sans soutien ni sur ma droite ni sur ma gauche, mes hommes se sont retirés pour éviter une destruction totale ou la capture. L'ennemi n'a pas poursuivi, mais mes hommes se sont retirés sous un feu nourri d'artillerie, sont retournés à leur position initiale, et bivouaqués pour la nuit, des piquets étant laissé sur la crête. »

#### 3 juillet

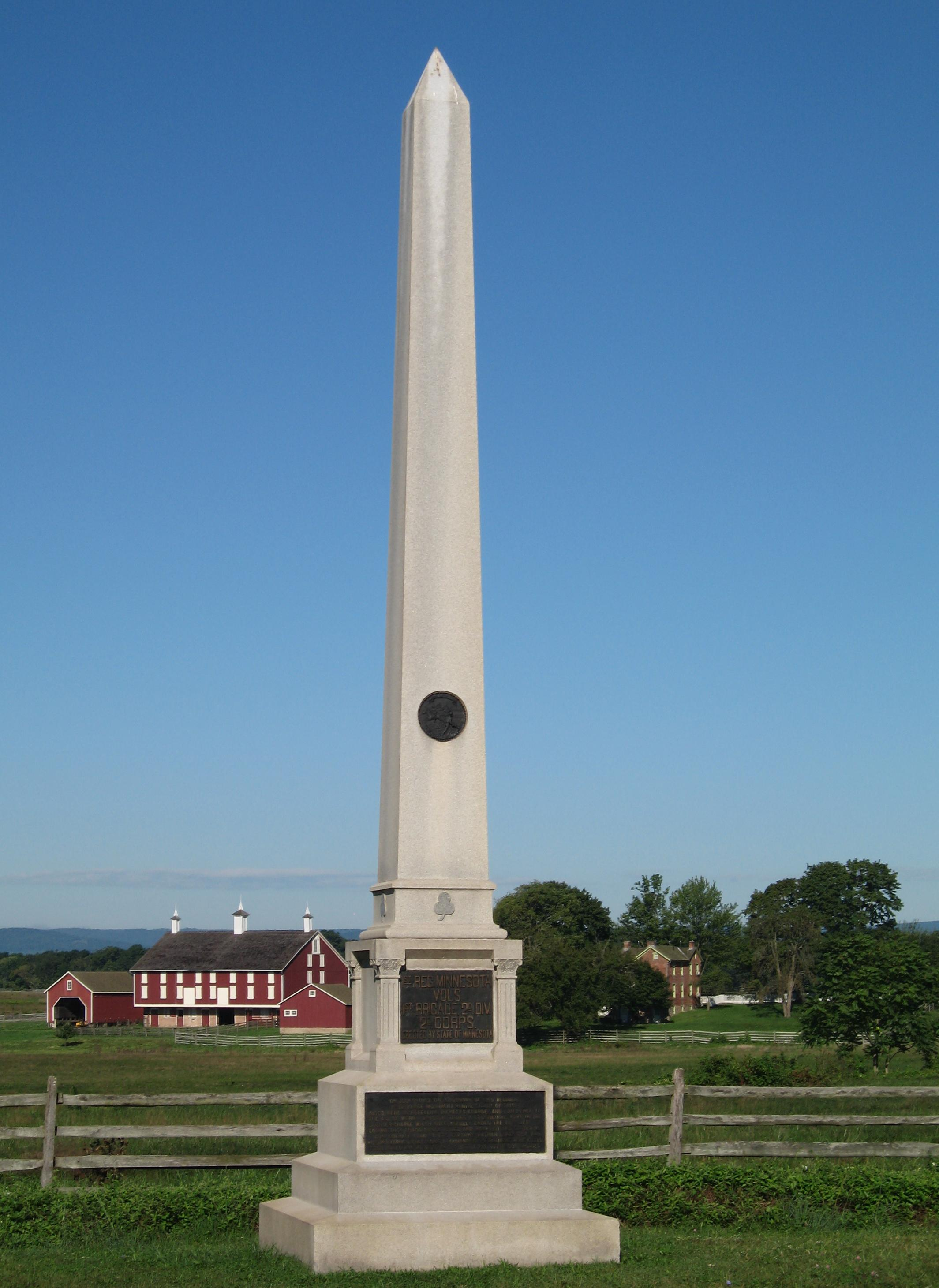
Monument pour le 3 juillet du 1MN Régiment, flanqué de la grange et la maison de ferme de la famille Codori

Reprenant après les terribles pertes de la veille, les survivants sont renforcés par la compagnie F détachée, et le régiment réunifié est déplacé légèrement vers le nord sur Cemetery Ridge. Le destin placé le reste des hommes du Minnesota à l'un des rares endroits où les lignes de l'Union ont été atteintes au cours de la charge de Pickett et les oblige à charger une fois de plus les troupes confédérées qui avancent. C'est ici que le capitaine Messick est tué et le capitaine W. B. Farrell est mortellement blessé, et le commandement retombe alors sur le capitaine Henry C. Coates.
Au cours du combat désespéré et chaotique, le soldat Marshall Sherman de la compagnie C capture les couleurs du  28e régiment d'infantrie de Virginie (en) et reçoit la médaille d'Honneur pour cet exploit. Le drapeau confédéré est ramené au Minnesota comme butin de guerre et est conservé, mais pas affiché publiquement à la société historique du Minnesota. Dans le milieu des années 1990, plusieurs groupes de Virginiens menacent de poursuivre en justice la Société pour qu'elle rende le drapeau de bataille du 28th Virginia à la Old Dominion. Le procureur général du Minnesota note que ces menaces sont sans fondement juridique, et le drapeau reste en possession de la Société.
Après avoir été assommé par une balle à la tête et plus tard en reçu une dans la main, le caporal Henry O'Brien relève à plusieurs reprises les couleurs tombées du 1st Minnesota et ramène un camarade blessé dans les lignes de l'Union. Il reçoit également la médaille d'Honneur pour son héroïsme.

### Service ultérieur
Le 1st Minnesota continue de servir dans l'armée du Potomac, en participant plus tard, en 1863, dans aux campagnes de Bristoe et de Mine Run. Il est libéré du service à la fin de son enrôlement, le 29 avril 1864, à fort Snelling. Suffisamment de vétérans du régiment se réengagent pour former le noyau du 1st Minnesota Volunteer Infantry Battalion (en), qui retourne en Virginie et sert jusqu'à la fin de la guerre. D'autres vétérans deviennent des officiers pour le 1st Minnesota Heavy Artillery Regiment (en).

## Pertes

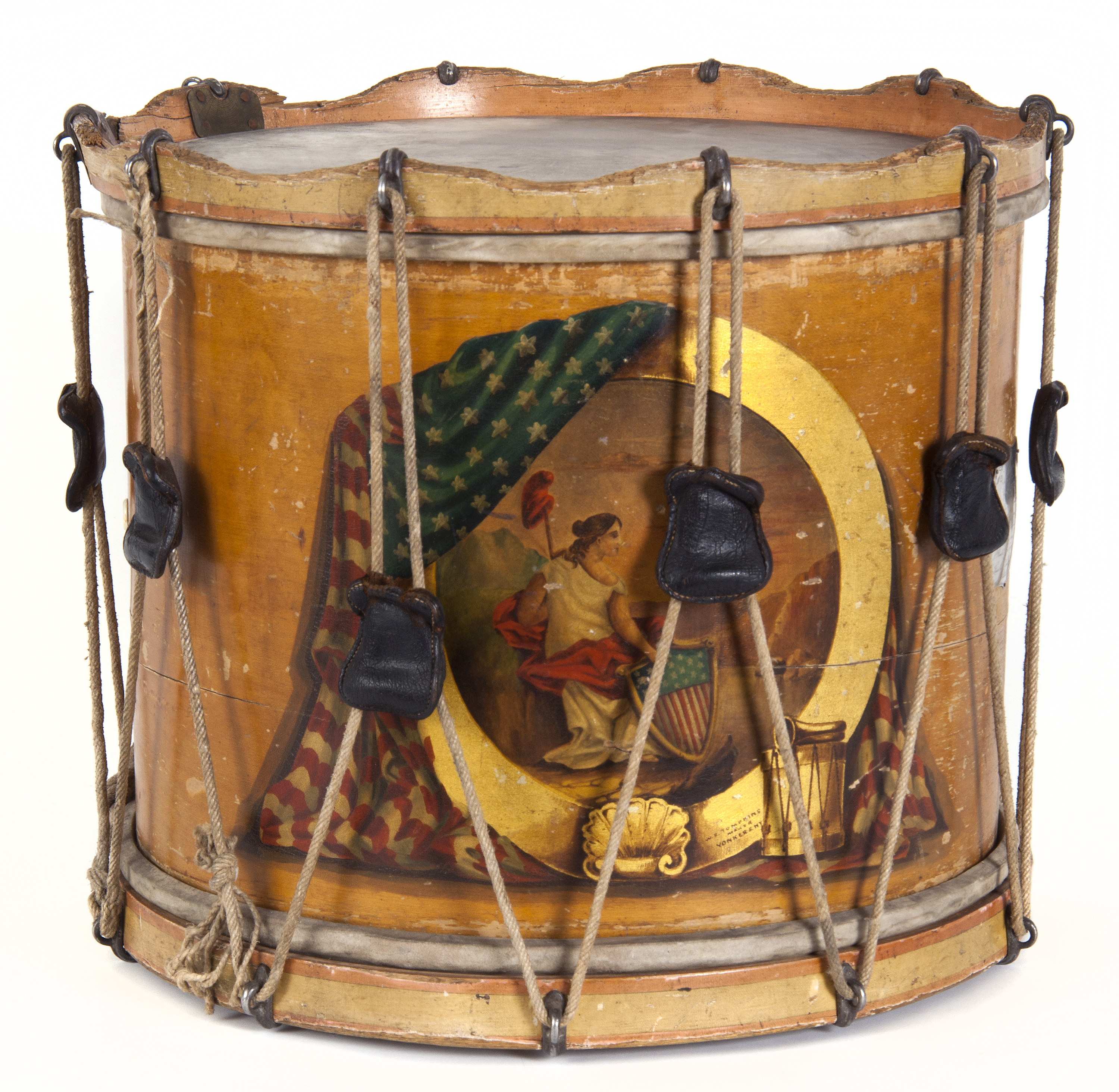
Tambour du First Minnesota de la guerre de Sécession, 1861

Le 1st Minnesota Infantry subit la perte de 10 officiers et 177 soldats tués au combat ou qui meurent plus tard de leurs blessures, mais également de 2 officiers et 97 soldats morts de maladie, pour un total de 286 décès et 609 blessés.
Bull Run
Antietam
Gettysburg
Bristow
Petersburg

## Poursuite de la lignée
Le 2nd Battailion, 135th Infantry Regiment (en), 34th Infantry Division (Garde Nationale de l'armée du Minnesota (en)), a ses racines du 1st Minnesota Volunteers historique.